# Петрянино (Смоленская область)
Петря́нино — деревня в Ельнинском районе Смоленской области России.  Входит в состав Рождественского сельского поселения.
Население — 2 жителя (2007).
Расположена в юго-восточной части области в 5 км к северу от города Ельня, в 1 км западнее автодороги Р137 Сафоново — Рославль на берегах реки Ужица. В 7 км к югу от деревни железнодорожная станция Нежода на линии Смоленск — Сухиничи.

## История
В годы Великой Отечественной войны деревня была местом ожесточённых боёв и дважды была оккупирована гитлеровскими войсками. 1-й раз в июле 1941 года (освобождена в ходе Ельнинской операции), 2-й раз в октябре 1941 года (освобождена в ходе Ельнинско-Дорогобужской операции в 1943 году). Была освобождена 68-й армией.

## Экономика
3 фермерских хозяйства.